# ريك كار
ريك كار (بالإنجليزية: Rick Karr)‏ هو صحفي أمريكي، ولد في 1965.